# Campionato Dilettanti Puglia 1958-1959
Il Campionato Nazionale Dilettanti 1958-1959 è stato il V livello del campionato italiano. A carattere regionale, fu il secondo campionato dilettantistico con questo nome, e il settimo se si considera che alla Promozione fu cambiato il nome assegnandogli questo.
Questi sono i gironi organizzati dalla Lega Regionale Pugliese per la regione Puglia.

## Girone A

### Squadre partecipanti
| Squadra                   | Città (provincia)          | Stagione 1957-1958 |
| ------------------------- | -------------------------- | ------------------ |
| A.S.C. Acquaviva          | Acquaviva delle Fonti (BA) |                    |
| C.S. Altamura             | Altamura (BA)              |                    |
| U.S. Ambrosiana           | Foggia (FG)                |                    |
| U.S. Corato               | Corato (BA)                |                    |
| U.S. Garganica            | Monte Sant'Angelo (FG)     |                    |
| U.S. Giovinazzo           | Giovinazzo (BA)            |                    |
| S.S. Grumese              | Grumo Appula (BA)          |                    |
| F.B.C. Liberty            | Bari                       |                    |
| A.S. Manfredonia          | Manfredonia (FG)           |                    |
| S.S. Pro Gioia            | Gioia del Colle (BA)       |                    |
| U.S. San Giovanni Rotondo | San Giovanni Rotondo (FG)  |                    |
| U.S. San Severo           | San Severo (FG)            |                    |
| Pol. Sannicandro          | Sannicandro Garganico (FG) |                    |
| A.S. Santermana           | Santeramo in Colle (BA)    |                    |
| U.S. Terlizzi             | Terlizzi (BA)              |                    |
| U.S. Vieste               | Vieste (FG)                |                    |

### Classifica finale
|  | Pos. | Squadra              | Pt | G  | V  | N  | P  | GF | GS | DR |
|  | ---- | -------------------- | -- | -- | -- | -- | -- | -- | -- | -- |
|  | 1.   | Liberty              | 43 | 30 | 19 | 5  | 6  |    |    |    |
|  | 2.   | Terlizzi             | 42 | 30 | 16 | 10 | 4  |    |    |    |
|  | 3.   | Acquaviva            | 40 | 30 | 16 | 8  | 6  |    |    |    |
|  | 3.   | Ambrosiana Foggia    | 40 | 30 | 17 | 6  | 7  |    |    |    |
|  | 5.   | Giovinazzo           | 38 | 30 | 15 | 8  | 7  |    |    |    |
|  | 6.   | Altamura             | 32 | 30 | 12 | 8  | 10 |    |    |    |
|  | 7.   | Monte Sant'Angelo    | 31 | 30 | 12 | 7  | 36 |    |    |    |
|  | 8.   | Manfredonia          | 30 | 30 | 13 | 4  | 13 |    |    |    |
|  | 9.   | Santermana           | 28 | 30 | 11 | 6  | 13 |    |    |    |
|  | 9.   | Grumese              | 28 | 30 | 12 | 2  | 14 |    |    |    |
|  | 11.  | San Giovanni Rotondo | 27 | 30 | 10 | 7  | 13 |    |    |    |
|  | 12.  | Sannicandro          | 26 | 30 | 8  | 10 | 12 |    |    |    |
|  | 13.  | Vieste               | 22 | 29 | 7  | 8  | 14 |    |    |    |
|  | 13.  | Pro Gioia            | 22 | 30 | 7  | 8  | 15 |    |    |    |
|  | 15.  | Corato               | 16 | 30 | 5  | 6  | 19 |    |    |    |
|  | 16.  | San Severo           | 13 | 29 | 4  | 5  | 20 |    |    |    |

Legenda:

      Ammesso alle finali regionali.
      Retrocesso in Seconda Categoria.
Note:

Due punti a vittoria, uno a pareggio, zero a sconfitta.

## Girone B

### Squadre partecipanti
| Squadra                 | Città (provincia)          | Stagione 1957-1958 |
| ----------------------- | -------------------------- | ------------------ |
| U.S. Antonio Toma       | Maglie (LE)                |                    |
| U.S. Audace             | Monopoli (BA)              |                    |
| Pol. Brindisi Sport     | Brindisi                   |                    |
| U.S. Carmiano           | Carmiano (LE)              |                    |
| A.S. Casarano           | Casarano (LE)              |                    |
| U.S. Eraclea            | Racale (LE)                |                    |
| U.S. Galatina           | Galatina (LE)              |                    |
| Fiamma Jonica Gallipoli | Gallipoli (LE)             |                    |
| U.S. Juventina          | Lecce                      |                    |
| U.S. Mimino De Cesaria  | San Vito dei Normanni (LE) |                    |
| A.S. Mola               | Mola di Bari (BA)          |                    |
| A.S. Noci               | Noci (BA)                  |                    |
| U.S. Noicattaro         | Noicattaro (BA)            |                    |
| S.S. Pro Castellana     | Castellana Grotte (BA)     |                    |
| Pol. Rutigliano         | Rutigliano (BA)            |                    |
| A.S. Totò Cezzi         | Novoli (LE)                |                    |

### Classifica finale
|  | Pos. | Squadra                 | Pt  | G   | V   | N   | P   | GF  | GS  | DR  |
|  | ---- | ----------------------- | --- | --- | --- | --- | --- | --- | --- | --- |
|  | 1.   | Noicattaro              | 47  | 30  | 21  | 5   | 4   | 52  | 28  | +24 |
|  | 2.   | Pro Italia Galatina     | 43  | 30  | 18  | 7   | 5   | 51  | 32  | +19 |
|  | 3.   | Eraclea Racale          | 40  | 30  | 16  | 8   | 6   | 45  | 31  | +14 |
|  | 4.   | Toma Maglie             | 38  | 30  | 15  | 8   | 7   | 81  | 36  | +45 |
|  | 5.   | Mola                    | 33  | 30  | 12  | 9   | 9   | 41  | 35  | +6  |
|  | 6.   | Casarano                | 32  | 30  | 10  | 12  | 8   | 45  | 29  | +16 |
|  | 7.   | Rutigliano (-1)         | 30  | 30  | 12  | 7   | 11  | 47  | 51  | -4  |
|  | 8.   | Fiamma Jonica Gallipoli | 29  | 30  | 11  | 7   | 12  | 44  | 52  | -8  |
|  | 9.   | Mimino De Cesaria       | 28  | 30  | 11  | 6   | 13  | 44  | 67  | -23 |
|  | 10.  | Pro Castellana          | 27  | 30  | 11  | 5   | 14  | 49  | 53  | -4  |
|  | 11.  | Novoli                  | 25  | 30  | 9   | 7   | 14  | 40  | 50  | -10 |
|  | 12.  | Juventina Lecce         | 24  | 30  | 7   | 10  | 13  | 27  | 38  | -11 |
|  | 13.  | Carmiano                | 23  | 30  | 8   | 7   | 15  | 38  | 41  | -3  |
|  | 14.  | Audace Monopoli (-1)    | 22  | 30  | 8   | 7   | 15  | 38  | 50  | -12 |
|  | 15.  | Noci                    | 21  | 30  | 8   | 5   | 17  | 28  | 45  | -17 |
|  | 16.  | Brindisi                | 16  | 30  | 4   | 8   | 18  | 30  | 62  | -32 |
|  |      |                         | 478 | 480 | 181 | 118 | 181 | 700 | 700 | 0   |

Legenda:

      Ammesso alle finali regionali.
      Retrocesso in Seconda Categoria.
Note:

Due punti a vittoria, uno a pareggio, zero a sconfitta.
Il Brindisi è successivamente ammesso in Serie D 1959-1960 da Artemio Franchi, perché capoluogo di provincia.
Rutigliano e Audace Monopoli sono stati penalizzati con la sottrazione di 1 punto in classifica per una rinuncia.

## Finali per il titolo pugliese
|            | Risultati |            | Luogo e data               |
| ---------- | --------- | ---------- | -------------------------- |
| Noicattaro | 0 - 0     | Liberty    | Noicattaro, 10 maggio 1959 |
| Liberty    | 2 - 0     | Noicattaro | Bari, 17 maggio 1959       |
|            |           |            |                            |

## Verdetti finali
- Liberty campione pugliese e qualificato alle finali nazionali del Campionato Dilettanti.